# Piteglio
Piteglio là một đô thị ở tỉnh Pistoia trong vùng Toscana, có vị trí cách khoảng 50 km về phía tây bắc của Florence và khoảng 15 km về phía tây bắc của Pistoia. Tại thời điểm 31 tháng 12 năm 2004, đô thị này có dân số 1.867 và diện tích 50,1 km².
Piteglio giáp các đô thị: Bagni di Lucca, Cutigliano, Marliana, Pescia, Pistoia, San Marcello Pistoiese.

Piteglio

- PiteglioPiteglio